# Cantón de Badonviller
El cantón de Badonviller era una división administrativa francesa, que estaba situada en el departamento de Meurthe y Mosela y la región de Lorena.

## Composición
El cantón estaba formado por doce comunas:
- Angomont
- Badonviller
- Bionville
- Bréménil
- Fenneviller
- Neufmaisons
- Neuviller-lès-Badonviller
- Pexonne
- Pierre-Percée
- Raon-lès-Leau
- Sainte-Pôle
- Saint-Maurice-aux-Forges

## Supresión del cantón de Badonviller
En aplicación del Decreto nº 2014-261 de 26 de febrero de 2014, el cantón de Badonviller fue suprimido el 22 de marzo de 2015 y sus 12 comunas pasaron a formar parte del nuevo cantón de Baccarat.